# Kastanjestrupig fruktduva
Kastanjestrupig fruktduva (Ramphiculus gularis) är en fågel i familjen duvor inom ordningen duvfåglar.

## Utseende och läte
Kastanjestrupig fruktduva är en stor och långstjärtad grågrön duva. Huvudet och det mesta av undersidan är ljusgrå, med laxrosa anstrykning på buken och mörkt vinrött under stjärten. På strupen syns en rödbrun fläck som gett arten dess namn. Näbben är också karakteristiskt gul. Sången består av en serie stammande hoanden.

## Utbredning och systematik
Fågeln återfinns i låglandsskog på Sulawesi. Traditionellt anges epitetet epius för arten, men studier visar att namnet gularis har prioritet. Ibland placeras den i släktet Ramphiculus. Tidigare betraktades kastanjestrupig fruktduva som underart till Ptilinopus subgularis, som nu efter uppdelningen kallas banggaifruktduva.

### Släktestillhörighet
Arten placeras traditionellt i släktet Ptilinopus. Genetiska studier visar dock att detta släkte är parafyletiskt i förhållande till Alectroenas.

## Levnadssätt
Kastanjestrupig fruktduva hittas i skogar i låglänta områden och förberg. Där ses den enstaka eller i par i övre delen av undervegetationen.

## Status och hot
Arten har ett stort utbredningsområde, men tros minska i antal, dock inte tillräckligt kraftigt för att den ska betraktas som hotad. Internationella naturvårdsunionen IUCN listar arten som livskraftig (LC).